# Negyedik dimenzió
Az általunk megtapasztalt világot évezredek óta jobbára háromdimenziósnak tartjuk: a tárgyaknak szélessége, hosszúsága és magassága van. A negyedik dimenzió a tárgyak olyan kiterjedése (dimenziója), mely merőleges a másik három térdimenzióra. A három dimenzióban a három lehetséges irány: szélesség, hosszúság (vagy mélység) és magasság, melyekre a hétköznapi nyelvben a fel/le, balra/jobbra és előre/hátra fogalmakkal hivatkozunk. Ha a negyedik dimenzióról kívánunk beszélni, egy további fogalompárra van szükség. Az elfogadott nevek közé tartozik az ana/kata, a vinn/vout (Rudy Rucker elnevezése) és az üpszilon/delta. A négy térdimenziójú teret elképzelni nagyon nehéz, de matematikailag és grafikusan (két dimenzióra, például monitorra vetített háromdimenziós képpel) jól szemléltethető.
A negyedik dimenziót olykor az idő múlásával azonosítják, bár az idő nem a térbeli kiterjedésnek az iránya, hanem időbeli kiterjedést jelent. A következő térdimenzióra ilyenkor „ötödik dimenzió”-ként hivatkoznak. Ebből következik, hogy a köznapi értelemben vett világ három- és négydimenziós is lehet, attól függően, hogy az idő dimenzióját beleszámítjuk-e. A napjainkban népszerű, úgynevezett „4D ultrahang” valójában annyiban különbözik a kétdimenziós megjelenítéstől, hogy a kétdimenziós állókép helyett kétdimenziós filmfelvételt jelent, a harmadik térdimenzió megjelenítése nélkül, tehát síkban.

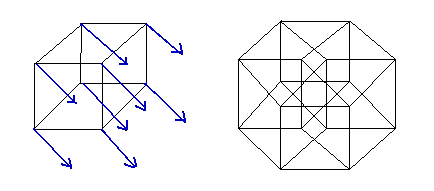
Egy kocka negyedik dimenziót (ana/kata) jelölő nyilakkal, melyek együtt hiperkockát alkotnak.

## Fogalmak

### Vektortér

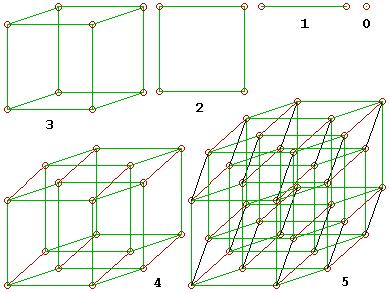
Az egyes dimenziók bemutatása

Egy forgó hiperkocka 3D-s vetülete

A vektortér olyan vektorok halmaza, melyeket egy origónak nevezett térbeli pontból kiinduló nyilakként szoktunk elképzelni (geometrikus vektorok), s amelyek egy másik térbeli pont felé mutatnak. Az alábbi intuitív fogalmak segítségével kialakíthatjuk a negyedik dimenzió meghatározását.
A pont nulladimenziós. Nincs térbeli kiterjedése, és nincsenek tulajdonságai. Ha geometrikus vektorként gondoljuk el, mint egy nyilat, akkor ennek a nyílnak nincsen hosszúsága. Ezt a vektort hívják nullvektornak, és ez önmagában a legegyszerűbb vektortér.
Az első dimenzió a vonal. Ha veszünk egy valamilyen irányú vektort, amely nem nullvektor, az valamilyen hosszúságú. Van valahol a térben egy csúcsa és egy kiindulópontja. Ha gondolatban kétszeresére, háromszorosára stb. nyújtjuk ezt a vektort, valamint hátrafelé is meghosszabbítjuk, hogy minden lehetséges hosszúságot felvegyen (még a zéró hosszat is, a nullvektor révén), akkor egy összefüggő, egyenes vonalat kapunk, melynek egy hosszdimenziója van. Minden olyan vektor, ami ennek a vonalnak a pontjait írja le, párhuzamos egymással. Noha papíron bármilyen vékony vonalat rajzolunk, az valamennyire széles is lesz (hogy látszódjon), ennek az idealizált vonalnak azonban nincs szélessége.
A sík kétdimenziós. Van hossza és szélessége, de nincs vastagsága – nagyjából úgy, mint egy papírnak (bár annak is van valamelyes vastagsága). A fentinél kicsivel nehezebb vektorokkal elképzelni a síkot. Ha veszünk gondolatban egy vektort, és elmozgatjuk úgy, hogy a kiindulópontja az előbbi vektor csúcsához kerüljön, és egy olyan új vektort alkotunk, melynek kiindulópontja az előző kiindulópontja, a csúcsa pedig az elmozgatott második vektor csúcsa, azzal megoldottuk a két vektor összeadását. Ha mindezt két nem párhuzamos vektorral tesszük, akkor a kettő közül valamelyiknek vagy mindkettőnek a nyújtásával minden pontot meg tudunk határozni, és ezek a pontok együttesen alkotják a síkot.
Az általunk érzékelt tér háromdimenziós. Elképzelhetünk olyan vonalat, amely keresztülhalad a síkon. Az egyes síkok szendvics módjára vannak „összetapadva”. Ahhoz, hogy a tér valamely pontjába eljussunk, a vonal mentén elmehetünk a szükséges magasságba, a síkhoz érve pedig elérhetjük a kívánt pontot. Ekkor már három vektorról beszélhetünk: az egyik révén a vonal mentén haladhatunk, a másik kettővel pedig eljuthatunk a megfelelő síkban a kívánt ponthoz.
A négydimenziós tér meghatározásához tehát négy vektorra van szükség. Ugyanúgy lehet létrehozni a háromdimenziós terek együtteséből, mint ahogy ezeket a kétdimenziós síkokból megalkottuk. Ezt az eljárást bárhányszor megismételhetjük, így még többdimenziós tereket hozhatunk létre.

### A dimenziós analógia

Egy hiperkocka hálója

A hiperkocka hálójának egy másfajta ábrázolása

A három dimenzióból a negyedikbe többek közt a dimenziós analógia révén juthatunk el. Ilyenkor megnézzük, hogyan viszonyul az (n−1) dimenzió az n dimenzióhoz, és ebből kikövetkeztetjük, hogy viszonyulna az n dimenzió az (n+1) dimenzióhoz.
Edwin Abbott Abbott Síkföld című könyvében egy olyan négyzetről ír, amely kétdimenziós világban él, mint egy papír felszíne. Egy háromdimenziós lénynek e négyzet szempontjából látszólag isteni hatalma van: képes például egy páncélszekrényből tárgyakat kivenni anélkül, hogy kinyitná (azáltal, hogy a harmadik dimenzión keresztül mozgatja őket), lát mindent, ami a kétdimenziós szemszögből falak mögé van elzárva, s eközben teljesen láthatatlan marad, mert a síktól néhány centire áll a harmadik dimenzióban. Négyzet találkozik is egy ilyen többdimenziós lénnyel, aki Gömbnek nevezi magát, és megpróbálja feltárni előtte hazája, Térföld titkait, valamint különleges képességeit; azonban Négyzetnek senki, még a többi szemtanú sem hisz, és végül börtönbe zárják, mint eretneket, a kettőnél több dimenzió létezésének hirdetése miatt.
A dimenziós analógia arra enged következtetni, hogy egy négydimenziós lény hasonló bravúrokra lenne képes a mi háromdimenziós perspektívánkból. Ezt Rudy Rucker Spaceland („Térország”) című regényében mutatja be, melynek főhőse négydimenziós lényekkel találkozik, akik ilyen képességről tesznek bizonyságot.
A negyedik dimenzió elképzeléséhez hasznos lehet a dimenziós analógiát a vetítésre alkalmazni: ilyenkor egy n dimenziós tárgyat n−1 dimenzióban ábrázolunk. A képernyő, amelyet lát, például kétdimenziós és a háromdimenziós emberek, helyek és tárgyak képei egyaránt két dimenzióban jelennek meg rajta. Ezekről hiányzik a harmadik dimenzióra, a mélységre vonatkozó információ, de lehet rá következtetni. A szem retináját receptorok kétdimenziós csoportja alkotja, de közvetett információkból (például árnyékok, rövidülés stb.) a tárgyak háromdimenziós természetét is érzékelni tudja. A művészek a perspektíva révén tudnak kétdimenziós festményeiknek háromdimenziós mélységet adni.
Ugyanígy, a negyedik dimenzióban lévő tárgyakat le lehet képezni matematikailag az általunk ismert 3 dimenzióba, ahol kényelmesebben vizsgálhatjuk őket. Ez esetben egy négydimenziós szem „retinája” a receptorok háromdimenziós csoportja lenne. Egy ilyen szemmel rendelkező képzeletbeli lény a négydimenziós tárgyak természetét a retinájára érkező háromdimenziós képből tudná kikövetkeztetni. A négy dimenzió perspektivikus vetítése hasonlóan történik, mint a három dimenzió esetében, tehát például rövidülést fogunk tapasztalni. Ez fog a látott háromdimenziós képeknek négydimenziós mélységet adni.
A dimenziós analógia az ilyen vetítések megértésében is segít. A kétdimenziós tárgyakat például egydimenziós határok veszik körül: a négyzetet négy oldal határolja. A háromdimenziós tárgyakat kétdimenziós felületek határolják: egy kocka felülete 6 négyzetből áll. A dimenziós analógia révén belátható, hogy a négydimenziós kockát, az ún. hiperkockát háromdimenziós testek határolják. És matematikailag valóban erről van szó: a hiperkockát 8 kocka határolja. Ezzel mindenképpen tisztában kell lennünk, hogy megértsük egy hiperkocka háromdimenziós vetületét. A hiperkocka felszínét térfogatokra vetítjük le, nem pusztán kétdimenziós felületekre. Így érthetjük meg a hasonló vetítések sajátosságait, ami máskülönben nehezen sikerülhet.

## A negyedik dimenzió a sci-fiben és a népszerű kultúrában

Egy forgó 24 cellás hipertest 3D‑s vetülete

- A negyedik dimenzió már legalább az 1920-as évek óta rabul ejtette a nagyközönséget. L. például Ray Cummings Into the Fourth Dimension című művét („A negyedik dimenzióba”, 1926), a Eugene the Jeep („Jenő, a dzsip”) c. képregényt vagy Robert A. Heinlein “–And He Built a Crooked House–” („…és ferde házat épített…”) című novelláját
- Donnie Darko a negyedik dimenzió révén hajt végre időutazást. Itt a víz az időutazás négydimenziós eszköze.
- Alan Moore From Hell („A pokolból”) c. képregényében a negyedik dimenzióval utal a Jack the Ripper nevű szereplő őrültségére.
- A Star Ocean: Till the End of Time („A csillagóceán: az idők végezetéig”) c. videójátékban a negyedik dimenzió a „valóság”.
- A A kocka 2: A hiperkocka (2002) c. filmben, a Kocka c. kultuszfilmsorozat második részében, a szereplők a szobák hiperkocka-elrendezésű együttesében vándorolnak.
- Kurt Vonnegut Az ötös számú vágóhíd c. művében olyan űrlakók szerepelnek, akik számára a negyedik dimenzió az idő.
- H. G. Wells Az időgép című művében az Időutazó az idővel határozza meg a negyedik dimenziót, akárcsak Doctor Who az első epizódban (An Unearthly Child).
- Liu Ce-hszin A háromtest-trilógiájában központi szerepet töltenek be a 11-dimenziós protonból (a könyvben: szophon) készített szuperszámítógépek. A sorozat 3. kötetében a szereplők felfedezik a világűrnek egy négydimenziós szeletét, benne négydimenziós építményekkel. Később, egy támadás következtében a Naprendszer - és minden lakója - kétdimenziósra redukálódik.
- A Jimmy Neutronban a címszereplőnek van egy kis kockája, amelyen át lehet jutni a negyedik dimenzióba. Ezt ő csak tárolásra használja.
- A Blinx: The Time Sweeper c. játék „a világ első négydimenziós akciójátékaként” hirdeti önmagát, melyben a játékosok befolyásolni tudják a játékbeli idő múlását. Számos más játékot, amelyben hasonló lehetőség van (például a Prince of Persia: The Sands of Time és a Viewtiful Joe), gyakran 4D-s játékként emlegetnek.
- Madeleine L'Engle A Wrinkle in Time (magyarul Időcsavar címmel jelent meg) c. regényében a negyedik dimenzió az időt, az ötödik az idő négyzetét jelöli, az első három pedig a hosszúságot, a szélességet és a mélységet. Az 5. dimenzió segítségével a térben, a 4.-kel az időben utaznak.
- Kedvelt falfirka a négydimenziós tér nehéz megértését illusztrálandó: „Mondd el egy vonalnak, hogy mi az a gömb…”.

## Lásd még
- Euklideszi tér
- Euklideszi geometria